# ピッツ・スペシャル
ピッツ・スペシャル 
 S1 / S2
ピッツ S-1S
- 用途：曲技飛行 複葉機
- 設計者：カーティス・ピッツ（英語版）
- 製造者： アメリカ合衆国 Aviat （現在）
- 初飛行：1944年9月
- 運用状況：生産中

ピッツ・スペシャル (Pitts Special) は、曲技飛行に多く用いられている複葉機である。アメリカ人飛行機設計者カーチス・ピッツの設計で1944年に初飛行した。1960年代から現在に至るまで曲技飛行の競技会で活躍している。

## 概要
最初のピッツ・スペシャルは1942年に設計が開始され、1944年に初飛行した。55馬力のエンジンを搭載し、空虚重量は僅か226kgと小型軽量だったが、パワー不足が否めず、すぐに90馬力のエンジンに換装された。この機体は地元の顧客から10機の発注を受けたものの、初号機の完成前に発注者が倒産してしまったため、1947年にアメリカの曲技飛行展示パイロットであるベティ・スケルトンの手に渡り、彼女はこの機体で1948年から全米アクロバット飛行教会の女性タイトルを3年連続で獲得した。その後何機かが製造された後、ピッツはアマチュア制作家でも造れるよう、ホームビルト機として組み立てられる機体の設計図面の販売を行った。そして1962年にドン・ピットマンがピッツ・スペシャルで1962年の全米アクロバット選手権を獲得し、1964年のリノ・エアレースで観客を沸かせたことで、ピッツ・スペシャルは花形機の仲間入りを果たした。
ピッツは1976年に製造と販売に関するあらゆる権利を売却し、現在は完成機としてはアメリカ合衆国ワイオミング州のAviat社が製造するほか、ホームビルト機としてフロリダ州のSteen Aero Labが部品を供給している。Aviat社の機体には17フィートの翼巾の機体にライカミング・エンジンズ製の200馬力の水平対向エンジンを積んだ単座型のS-1と、20フィート (6m) の翼巾の複座型S-2がある。曲技飛行の競技会ではロシアの単葉機Yak-50が現れるまで対抗する機体はなかった。

## 派生型

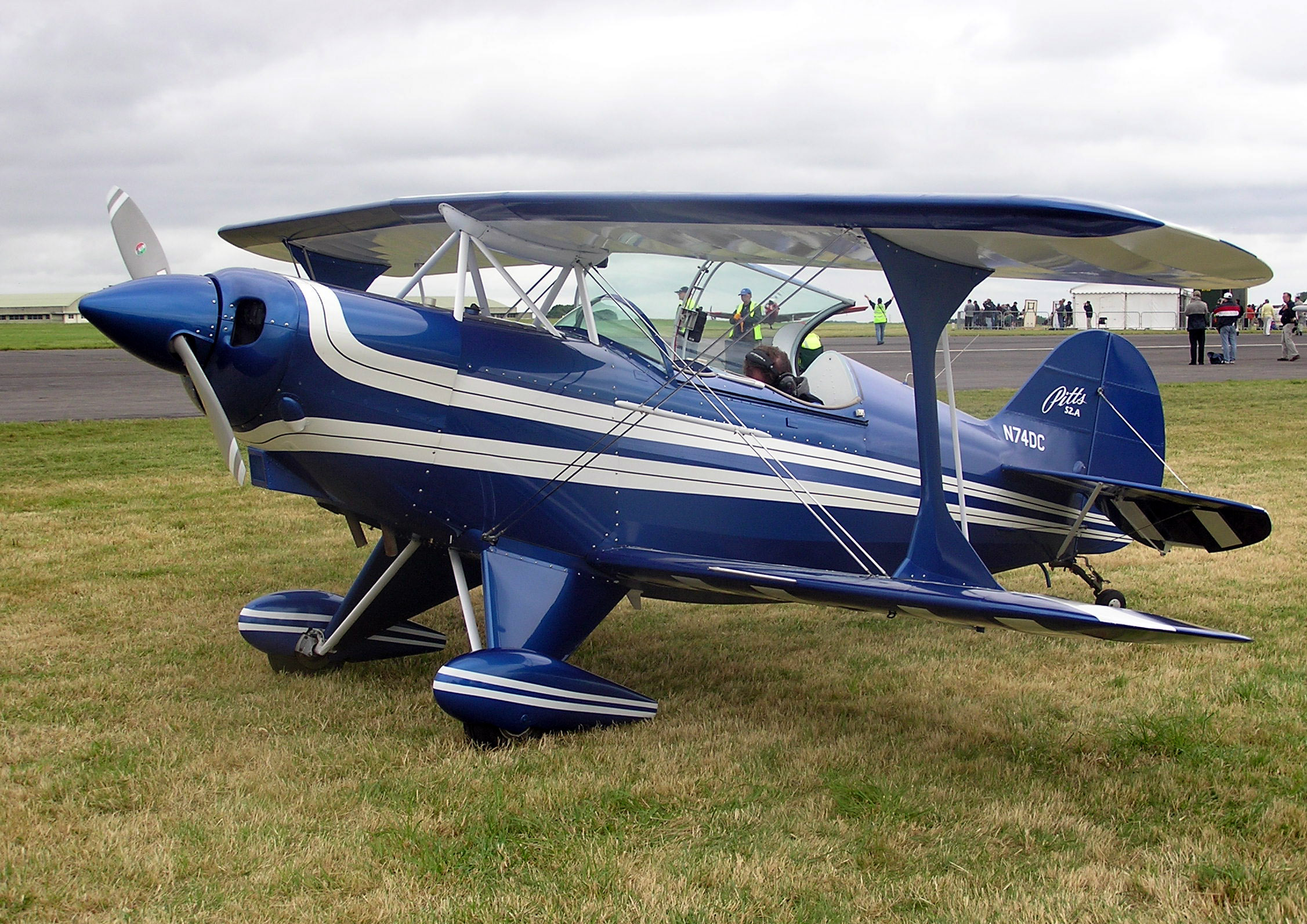
ピッツ S-2A

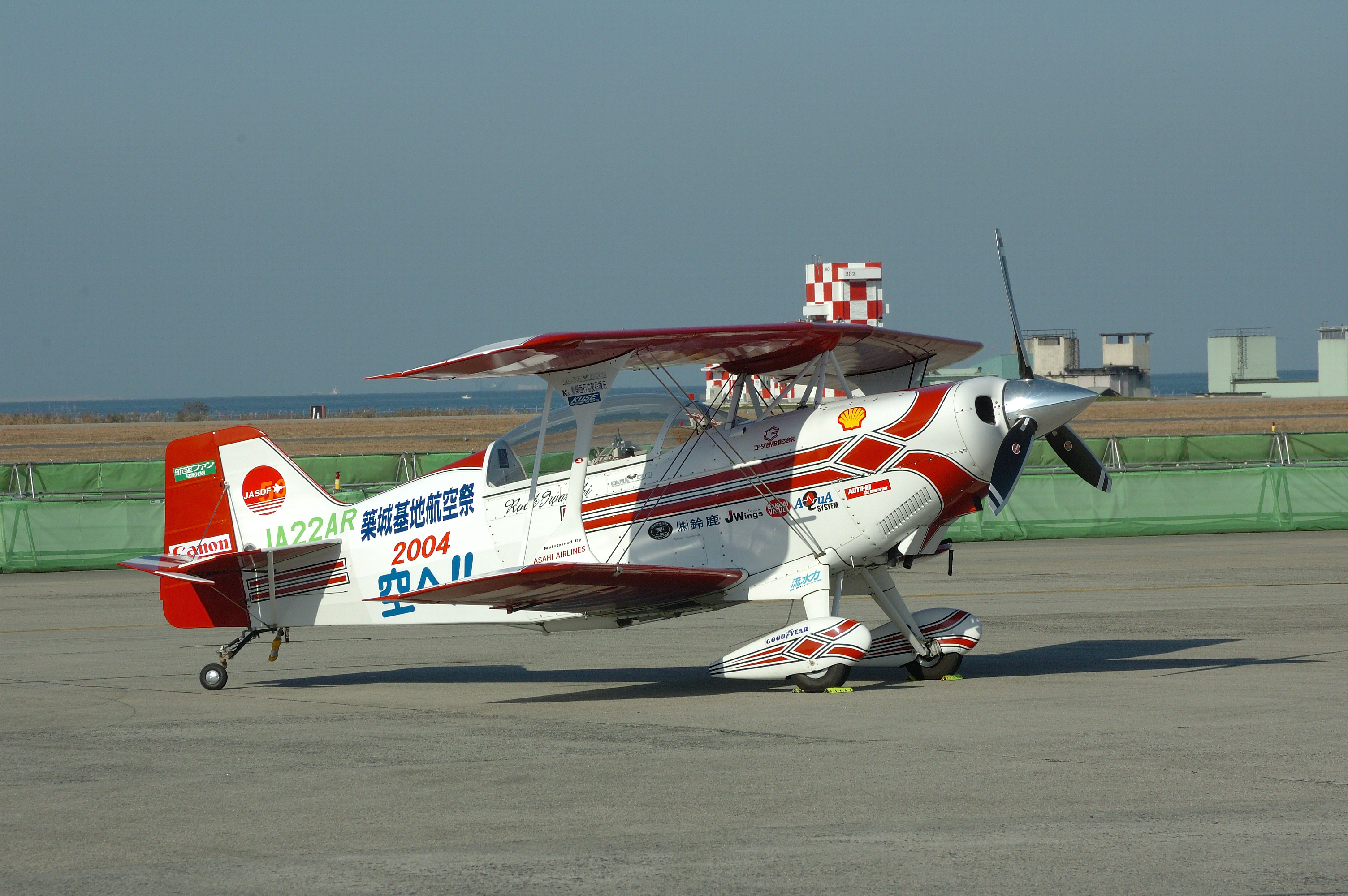
ピッツ S-2C

S-1C/D/E
組み立てキット。
S-1S
S-1Cを完成機として販売したもの。
S-1T
より出力の大きいエンジンを搭載した完成機。現在生産中。
S-1-11B
通称スーパースティンカー(Super Stinker)。300馬力のエンジンを搭載し、世界曲技選手権レベルの大会でも競争力を維持できるよう機体フレームを一新した。
S-2A
複座型。
S-2B
エンジンを260馬力に強化し、2名が乗った状態でも完全な曲技飛行を可能にした。
S-2C
現在生産中。3翅プロペラを採用。
S-2S
S-2Bの単座型。

## スペック(S-2A)
- 全長：5.41 m
- 全幅：6.1 m
- 全高：1.94 m
- 翼面積：11.61 m2
- 空虚重量：454 kg
- 最大離陸重量：680 kg
- エンジン：ライカミング・エンジンズ IO-360-A1A 水平4気筒ピストンエンジン(200hp) × 1
- 最大速度：253 km/h
- 実用上昇限度：6,125 m以上
- 航続距離：552 km（最大燃料時）
- 乗員：2名